# جروف جوغنز الأحفورية
جوغنز منطقة ساحلية تقع غرب منطقة كمبرلند بأقليم نوفا سكوشا،كندا وتشتهر بالأحافير النباتية وأشكال الحياة الحيوانية البدائية المتحجرة التي تعود لعشرات ملايين السنين. أخُتيرت قطعة من ساحل جوغنز بطول 15 كلم لتكون موقع تراث عالمي وذلك في السابع من تموز يوليو 2008.

## التأريخ
جوغنز تأريخياً كانت المنطقةٌ مسكونةً بقبائلِ الميكماك التي كانت تصيد السمك في خليجِ فندي قبل وصول المستوطنون الأوربيون.بدئاً من عام 1686 بدأ المستوطنون الأوربيون الأكديون بإستغلال عروق الفحم المُممتدة على طولِ الشاطئ بالإضافة إلى سُكانِ بلدة انابوليس رويال المجاورة بدئاً من عام 1715 .
أول منجم فحم تجاري أسسه الميجر هنري كوب عام 1731،لكن قبائلَ المميكماك دمرتَ المنجم عام 1732.أفتتحَ صموئيل ماك كولي منجماً عام 1819 وكان معظم إنتاجه يُصدر إلى مدينة سانت جون في مقاطعة نيو برونزويك وإلى الأسواق الآخرى، لكن هذا المنجم أُقفل عام 1821.
بدأت أعمال المناجم بالإنتاج الصناعي الكبير بواسطة جمعية المناجم العامة التي تملكت حقوق استخراج الفحم من المنطقةِ إبتدائاًمن عام 1887 وإزداد الإنتاج مع مد خط السكك الحديد القارية في سبعينات القرن التاسع عشر.
جذبت مناجمُ الفحم في جوغنز أعداد كبيرة من العمال بعظهم كان بسن الثانية عشر ومن مُختلف الأعراق منهم الناطقون بالفرنسية والايرلنديون والأسكوتلنديون.توسعت مناجم الفحم لتضم ثلاث كنائس،مقبرتين، فندق، صالة العاب، سينما، قسم إطفاء، متجر، مكتب بريد، محطة قطار، مدرسة.
تعتبر منطقة جوجنغ مقصداً سياحياً لقضاء العطلات الصيفية وتشتهر بحصاد التوت الأزرق وتعليب المواد الغذائية.

## موقع التراث العالمي
عام 2007 رشحت كندا قطعة بطول 14.7 كلم من جروف جوغنز الأحفورية لتوضع على لائحة التراث العالمي وقبلت اليونسكو رسمياً هذا الترشيح في 7 يوليو تموز 2008. وصفت اليونسكو الموقع :
يمتد هذا الموقع على طول ساحل مقاطعة نوفا سكوشيا (شرق كندا) وتبلغ مساحته 689 هكتاراً. يُوصف بـ«جزر غالاباغوس الفحم» نظراً إلى غناه بالأحافير العائدة إلى حقبة جيولوجية قديمة جداً (354 إلى 290 مليون عام). توفر صخور الموقع آثاراً عن هذه الفترة من تاريخ الأرض وتعدُّ الأكثر غنىً في العالم فيما يخص الطبقة البنسلفانية (318 إلى 303 مليون عام) إذ تحوي الأحافير الأكثر كمالاً التي عُثر عليها حتى الآن لأشكال الحياة البرية التي كانت قائمة آنذاك. كما تحوي بقايا لحيوانات بدائية جداً وآثار الغابات المطيرة التي كانت الحيوانات تعيش في كنفها. يشمل الموقع14.7 كلم من الجروف البحرية، والجروف الصغيرة، والأرصفة، والشواطئ، ويضم آثاراً لثلاثة نظم إيكولوجية متجاورة: المصب الخليجي، والغابة المطيرة ذات السهل الفيضاني، والسهل الفيضاني المُشجَّر السريع التأثر بالحرائق، والذي يحوي بركاً من المياه العذبة. يُحصي الموقع أيضاً المجموعة الأكثر كمالاً من الأحافير ضمن هذه الأنواع من النظم الإيكولوجية، مع تواجد 96 نوعاً و148 صنفاً من الأحافير و20 مجموعة من آثار الأقدام على الأرض. أدرج المكان على القائمة لأنه يحوي عينات مذهلة عن مراحل رئيسية من تاريخ الأرض.

## معرض صور

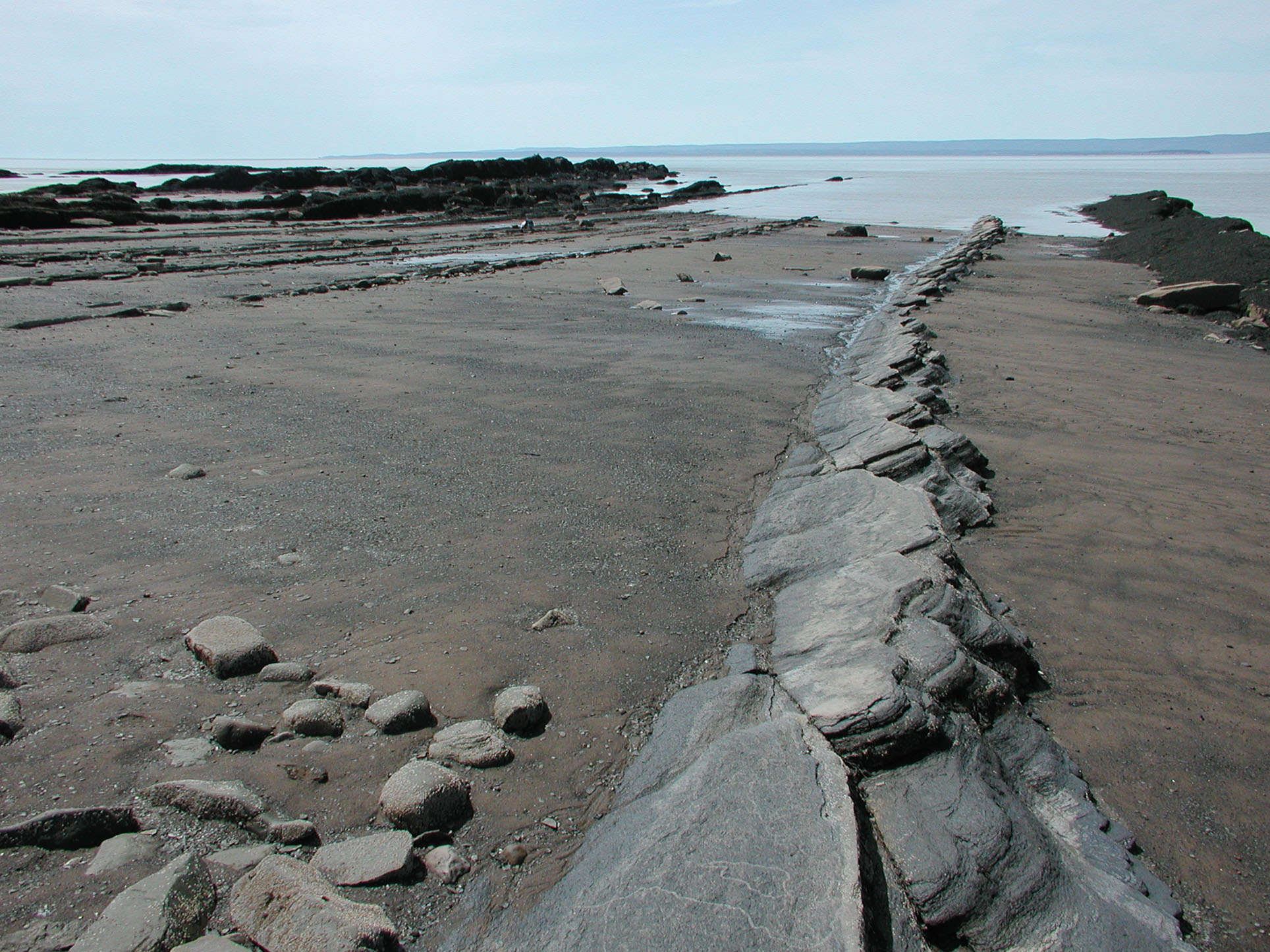
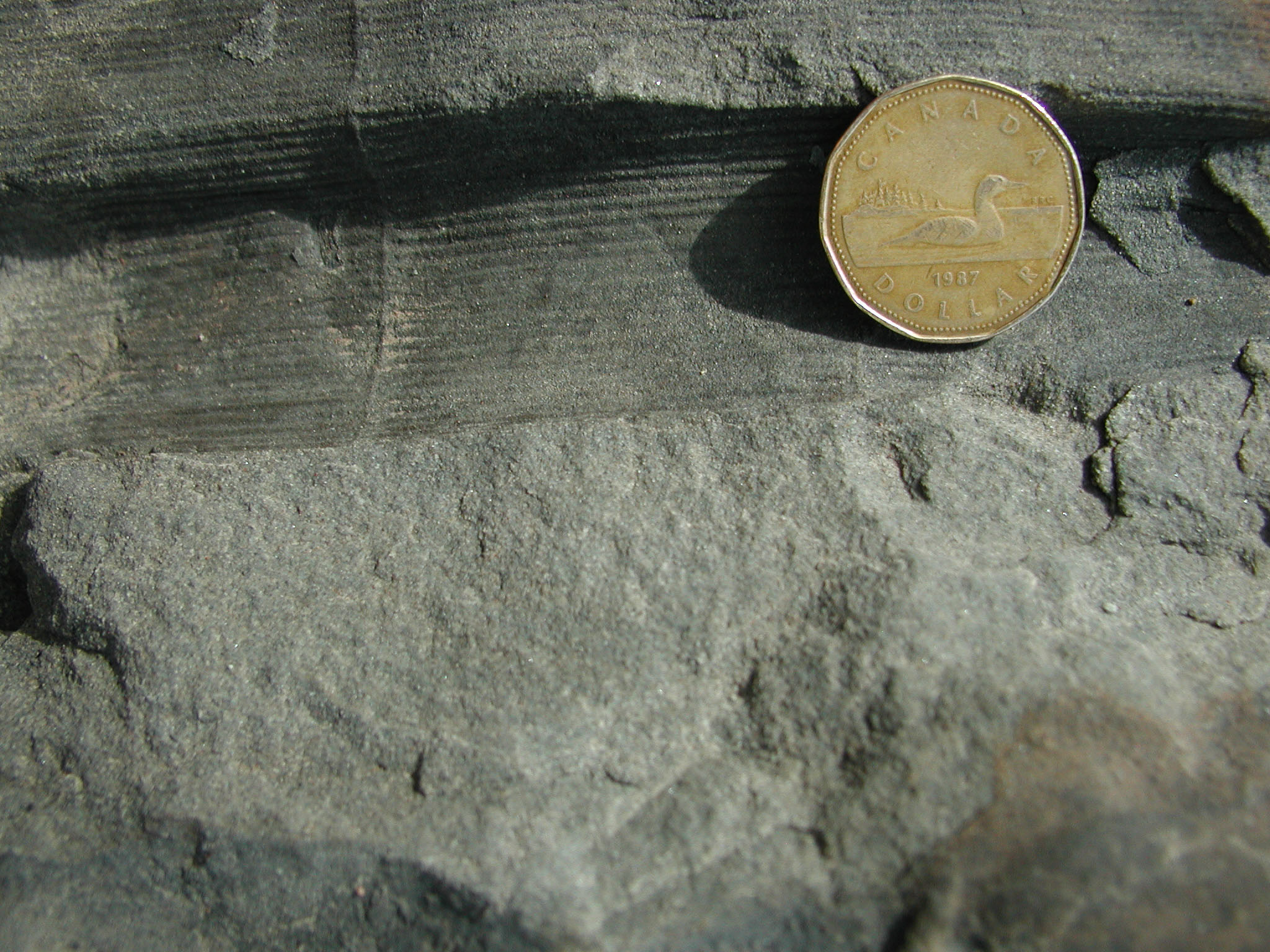
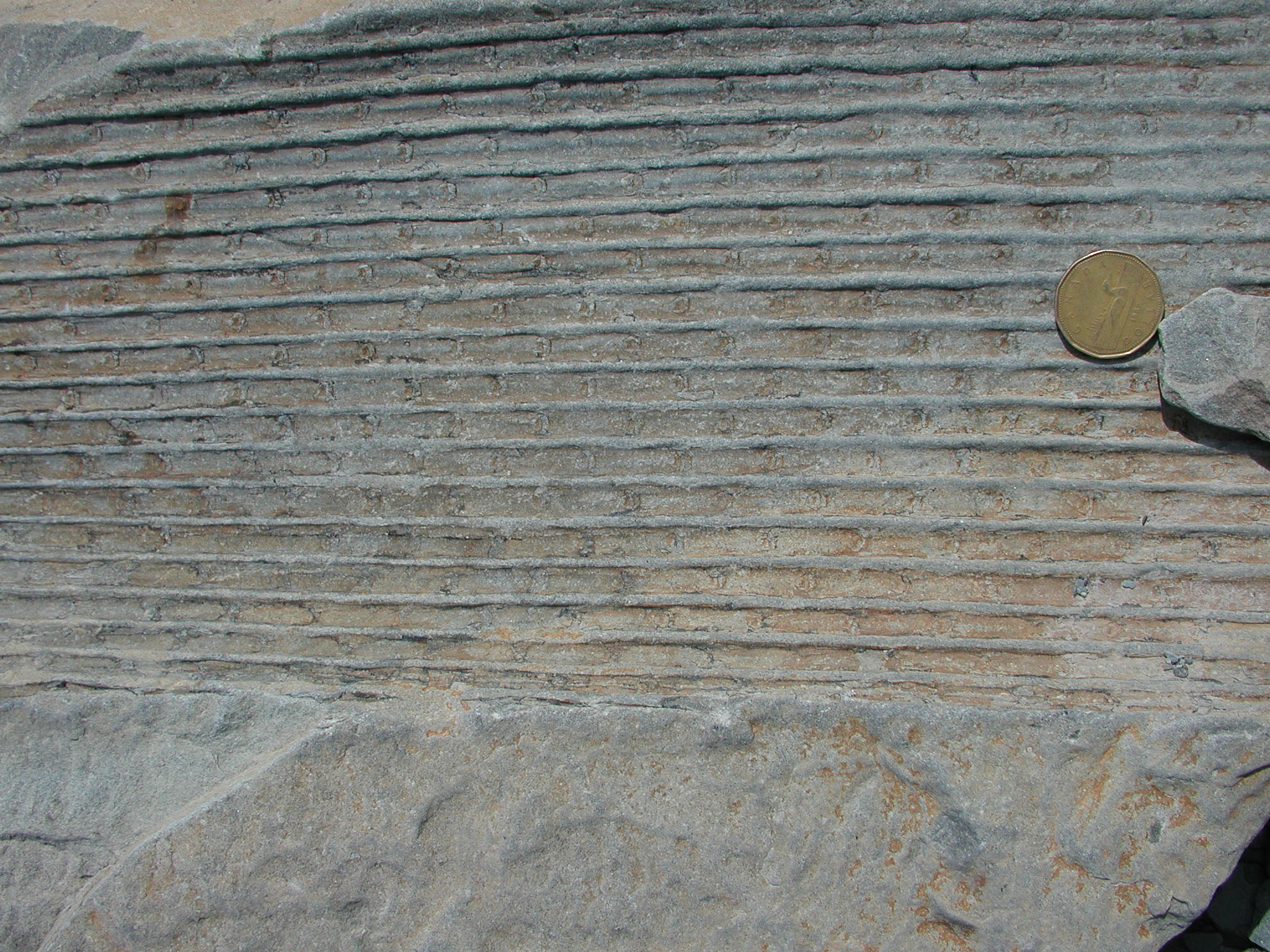